# Plexaura racemosa
Plexaura racemosa är en korallart som beskrevs av Achille Valenciennes 1855. Plexaura racemosa ingår i släktet Plexaura och familjen Plexauridae. Inga underarter finns listade i Catalogue of Life.